# Polyclinella azemai
Polyclinella azemai är en sjöpungsart som beskrevs av Radovan Harant 1930. Polyclinella azemai ingår i släktet Polyclinella och familjen klumpsjöpungar. Inga underarter finns listade i Catalogue of Life.